# Derecho de asilo (película)
Derecho de asilo es una película dramática de 1993, producto de una coproducción cubano-mexicana. Fue dirigida por Octavio Cortázar y escrita por Carlos Walter Rojas basándose en el cuento homónimo de Alejo Carpentier. Fue protagonizada por Jorge Perugorría, Luisa Pérez Nieto, Carlos Padrón, Manuel Porto, Enrique Molina y Jorge Cao.
La trama tiene lugar en un país imaginario de América Latina, en el que un hombre pide asilo en una embajada. Astucia, pasión e intriga son los móviles de sus acciones. 
La película ganó varios premios, entre ellos en Radio Habana Cuba, el premio Vigía a la mejor película otorgado por la ciudad de Matanzas, y el premio al mejor actor de reparto para Enrique Molina (ex aequo) otorgado por la sección de artes escénicas en el Festival Nacional UNEAC de Cine, Radio y Televisión.[cita requerida]